# Distretto di Navbakhor
Il distretto di Navbakhor (in uzbeco Navbahor) è uno degli 8 distretti della Regione di Navoiy, in Uzbekistan. Il capoluogo è Beshrabot.